# Піонерський (Ірбітський міський округ)
Піоне́рський (рос. Пионерский) — селище міського типу, центр Ірбітського міського округу Свердловської області.
Населення — 3104 особи (2010, 3186 у 2002).